# Nationaal park Yoho
Het nationaal park Yoho ligt in het zuidoosten van Brits-Columbia in de Canadese Rocky Mountains en heeft voor Canadese begrippen eerder een beperkte oppervlakte van 1.313 km². In het oosten grenst het aan het nationaal park Banff en in het zuiden aan het nationaal park Kootenay. Het wordt ontsloten door de Trans-Canada Highway 1 die tussen Golden en Lake Louise door het park loopt.
De bergen van Yoho behoren tot de Central Main Ranges van de Canadese Rockies. De Central Main Ranges maken deel uit van de Continental Ranges. Deze worden zo genoemd omdat de Continental Divide doorheen deze bergketens loopt. Yoho ligt in zijn geheel ten westen van de continentale waterscheiding. De oostgrens van het park loopt samen met de grens tussen Brits-Columbia en Alberta, hier gevormd door de continentale waterscheiding. Het hoogste punt van het nationale park wordt gevormd door Mount Goodsir (3567 m). Een andere bekende berg is The President (3138 m). Door de aanwezigheid van de Burgess Shale is er in het park ook een groot aantal fossielen gevonden.
De enige plaats in het park is Field met ongeveer 300 inwoners. Field ligt centraal in het nationaal park en het "Visitor Center" bevindt zich er. Bezienswaardigheden zijn de Kicking Horse River, waaroverheen een natuurlijke brug ligt, zo'n drie kilometer ten westen van Field. De Kicking Horse ontstaat uit het Wapta en het Waputik Icefield in het park. Andere bezienswaardigheden die vanaf een autoweg bereikbaar zijn, zijn de 254 meter hoge watervallen Takakkaw Falls en Wapta Falls. De toeristische berg- en wandelactiviteiten in het park worden geconcentreerd in het noorden, rond Emerald Lake en Yoho Valley en in het oosten, rond Lake O'Hara. In het westen en zuiden van het park zijn er bijna geen wandelpaden aangelegd (met uitzondering van het pad naar Wapta Falls in het westen van het park). Verder zijn er nog enkele bezienswaardigheden langs de doorgaande weg in het park (de Trans-Canada Highway) zoals de Spiral Tunnels.
Het park is in 1984 door de UNESCO uitgeroepen tot werelderfgoed, samen met enkele andere nationale en provinciale parken. Samen vormen ze de Canadian Rocky Mountain Parks. Ze bevatten bergtoppen, gletsjers, meren, watervallen, kloven en kalksteengrotten.

## Geschiedenis
Tijdens zijn reis door de Rockies op de nieuwe Transcontinental Railway raakte eerste minister John Macdonald geïnspireerd door het natuurschoon langs de route. Yoho National Park werd op 10 oktober 1886 opgericht, tezamen met Glacier National Park. Dit waren het tweede en derde nationale park van Canada, na Banff. Later werd ten zuiden van Yoho National Park ook het Kootenay National Park opgericht.

## Fauna
Veel voorkomende diersoorten in het park zijn: wolf (ondersoort Northern Rocky Mountain wolf), coyote, Amerikaanse das, eland (ondersoort Alces alces andersoni), wapiti (ondersoort Cervus canadensis nelsoni), muildierhert, sneeuwgeit, goudmantelgrondeekhoorn, rosse kolibrie, grijze marmot, veelvraat, poema (ondersoort Puma concolor couguar), Noord-Amerikaanse fluithaas (pika), Canadese lynx, grizzlybeer en Amerikaanse zwarte beer.

## Klimaat
Het klimaat in het park is sterk lokaal afhankelijk. Door zijn ligging aan de westelijke zijde van de Continental Divide valt er meer neerslag dan ten oosten van deze waterscheiding. Door stijgingsregens is er een positieve correlatie tussen de hoogte en de neerslag in het park. December, januari en februari zijn de koudste maanden. In de zomer kan het sneeuwen en zelfs vriezen op hoogtes boven de 1500 meter.

## Wandelpaden
Het padennetwerk van Yoho werd al van in de vroege twintigste eeuw uitgebouwd. Doorheen de twintigste eeuw werd het netwerk uitgebreid. De laatste grote wijziging dateert van de eeuwwisseling, waarbij vele paden in het noordoostelijke deel geschrapt en hernoemd werden.

### Noordoosten: Emerald Lake en Yoho Valley

#### Iceline Trail
De Iceline is een relatief recente wandelroute die rond het jaar 2000 gebouwd werd. De route vertrekt bij het Whisky Jack hostel en eindigt in Little Yoho. De Iceline Trail vervangt de vroegere Skyline trail en een deel van de Highline Trail. Net als de huidige Iceline eindigde de Skyline Trail bij Stanley Mitchell-hut, in het hoge deel van de Little Yoho Valley.
Het steilste stuk van de route is het gedeelte ten westen van de start bij de jeugdherberg. Men start op een hoogte van 1520 meter. Op 1700 meter is er een verbinding naar "Hidden Lakes", waar men vroeger rechtsom het meer verder kon naar Yoho Pass. De nieuwe verbinding met Yoho Pass splitst even hoger af van de Iceline, op 1730 meter. Via een verbindingsroute van drie kilometer bereikt men het zuidelijke deel van de Highline nabij Yoho Lake. Indien men de Iceline blijft volgen komt men, na veel stijgen, op een rotsige vlakte op 1930 meter hoogte. Hier wordt de Highline Trail gekruist. Het noordelijke deel bestaat echter niet meer. De Iceline stijgt verder tot op een hoger plateau waar men zicht krijgt op het resterende deel van de Emerald-gletsjer. Dit stuk van de Iceline is nieuw aangelegd op de plaats waar voorheen de gletsjer lag. De oude Highline Trail liep hier wat lager, net boven de boomgrens naar Lake Celeste en Marpole Lake tot Twin Falls.
Op dit hoge deel van de route heeft men een goed zicht op de vallei van Yoho en ziet men alle sporen van de gletsjer nog die er enkele decennia terug nog lag. Verderop is er een afsplitsing naar Celeste Lake, zo kom je in het lage deel van Little Yoho Valley, waar men kan terugkeren naar de start. Het tweede, meest noordelijke deel, van de Iceline (dit is de oude Skyline trail) daalt af naar het hoge deel van Little Yoho Valley.
Als je men de Iceline in zuidelijk richting doet, daalt het pad voor het grootste deel en heeft men beter zicht op de uitzichten. In dit geval wacht op het einde van de route de steile afdaling naar de parkeerplaats.

#### Highline Trail
De Highline Trail was een van de eerste en langste paden in Yoho National Park en verbond vroeger Emerald Lake (of Burgess Pass) in het zuiden met Twin Falls in het noorden. Het deel tussen de Iceline en Celeste Lake werd opgeheven wanneer de Iceline werd gebouwd. Het deel tussen Celeste Lake en Twin Falls draagt nu andere namen. Het deel ten zuiden van de Iceline trail bestaat vandaag nog. Vanaf de Iceline daalt men eerst af naar Yoho Lake om dan Yoho Pass te bereiken. Vanaf Yoho Pass gaat de route zuidwaarts, op de westflank van Wapta Mountain. Dit deel van de route draagt de naam "Wapta Highline". Uiteindelijk wordt Burgess Pass bereikt in het zuiden. Hier kan men ofwel naar het westen (Emerald Lake) of naar het zuiden (Field).
De Highline als toegang tot de Yoho Valley vanuit Field werd aangelegd in het begin van de twintigste eeuw, onder impuls van spoorwegmaatschappij CPR. Dit pad geeft eveneens toegang tot de Walcott Quarry (verboden toegang zonder speciale vergunning of begeleiding).

#### Skyline Trail
De Skyline Trail was een vijf kilometer lange route die vertrok bij de Stanly Mitchell-hut en eindigde op de Highline Trail, 700 meter ten zuiden van Celeste Lake. Met de bouw van de Iceline trail werd het middelste deel van de route buiten gebruik gesteld en kregen de andere delen een andere naam. In Jasper National Park bestond immers ook al een Skyline Trail, wat tot verwarring kon leiden. De laatste kilometer van de oude Skyline trail werd deel van de Celeste Lake connector. De eerste twee kilometer werden het noordelijke einde van de Iceline.

#### Whaleback Trail
De route verbindt Little Yoho Valley in het zuiden met Twin Falls in het noorden via het oostelijke einde van Whaleback Mountain. Dit pad dient niet verward te worden met off-trail route vanaf de Stanley Mitchell-hut via Isolated over de top van Whaleback Mountain.

### Oosten: Lake O'Hara
De beroemdste route in het oostelijk deel van het park rond Lake O'Hara is het zogeheten "Alpine Circuit". Deze elf kilometer lange route voert in een cirkel rond het meer op relatief grote hoogte.

## Meren en watervallen
- Lake O'Hara
- Emerald Lake

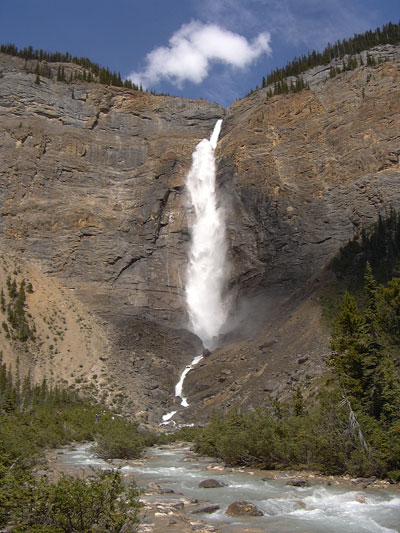
Takakkaw Falls

- Yoho Lake, net ten oosten van Yoho Pass, op de Highline Trail
- Kiwetinok Lake, net ten oosten van Kiwetinok Pass (off-trail)
- Duchesnay Lake, een seizoenaal meer in de hoofdvallei van Yoho
- Takakkaw Falls, de hoogste waterval met een main drop van 254 meter
- Twin Falls, in het noorden van het park
- Laughing Falls, in Yoho Valley